# Cắt Nankeen
Cắt Nankeen (danh pháp hai phần: Falco cenchroides) là một loài chim săn mồi thuộc chi Cắt trong họ Cắt (Falconidae). Là loài chim ăn thịt rất phổ biến và dễ dàng nhìn thấy, cắt Nankeen được tìm thấy ở Úc, New Guinea và các đảo gần đó, và thỉnh thoảng thayys bay đến New Zealand. Nó chiếm bất kỳ loại đất không có cây cối rậm rạp, nhưng đặc biệt là ở đồng cỏ và rừng ôn đới thưa. Ở phía bắc nhiệt đới và sa mạc cát phía tây, nó có một phân bố không đồng đều và theo mùa.
Giống như nhiều loài chim khác ở Úc, nó không có mô hình di cư rõ ràng: trong vùng đồng cỏ phía nam, các cặp được thiết lập định cư quanh năm, nhưng nhiều con khác di chuyển về phía bắc trong mùa đông phương nam, hoặc lang thang ở các vùng nội địa khô cằn theo các nguồn cung cấp thực phẩm.
Loài cắt này nhỏ, dài khoảng 31–35 cm, phía trên có màu đỏ hung hoặc nâu và màu trắng hoặc trắng nhợt ở dưới, với chỏm đuôi màu đen. Bộ lông biến thiên đáng kể về chi tiết.